# Пульс (фильм, 2021)
«Пульс» — украинская полнометражная спортивная драма режиссёра Сергея Чеботаренко, основанная на реальной истории украинской спортсменки, легкоатлетки, Паралимпийской чемпионки 2008 года, пятикратной серебряной и бронзовой призёра летних Паралимпийских игр 2008, 2012 и 2016 — Оксаны Ботурчук.
Кинофестивальной международная премьера картины состоялась 29 января 2021 года на американском кинофестивале Flathead Lake International Cinemafest. Кинопрокатная украинская премьера ленты состоялась 22 июля 2021.

## Синопсис
Юная украинская легкоатлетка живёт в маленьком городке и имеет большую мечту — попасть на Олимпийские игры. Её спортивная карьера только начинается, и она демонстрирует хорошие результаты. Но в результате ужасной автомобильной аварии девушка испытывает тяжёлых травм и почти теряет зрение. Кажется, что теперь Оксана не имеет шансов не только на желанные Олимпийские игры, но и на нормальную жизнь. Однако она не собирается сдаваться и стремится доказать: на пути к настоящей мечте не существует преград.

## В ролях
В съёмках фильма принимали участие:
- Наталья Бабенко[укр.] — Оксана
- Виктория Левченко — Елена, сестра Оксаны
- Наталья Доля — мать
- Александр Кобзарь — отец
- Станислав Боклан — тренер Виталий Сорочан
- Лилия Ребрик — тренер Ирина
- Ахтем Сеитаблаев — врач
- Роман Ясиновский — Дмитрий
- Максим Самчик[укр.] — Макс
- Сергей Лузановский — Сергей
- Дарья Барихашвили — Анна

## Производство

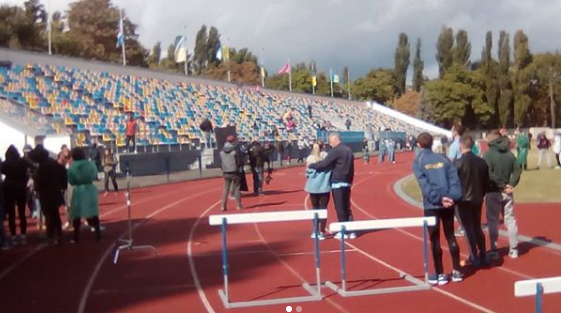
На съёмках фильма «Пульс»

Съёмки стартовали в Киеве в марте 2019 года. Второй блок съёмок проходил в июле, а заключительный, третий, состоялся в сентябре. По сюжету, основные события происходят в Украине, но решающим моментом для Оксаны становятся Паралимпийские игры в Пекине. Съемки проходили в Киеве, а также Киевской области — в Броварах и Украинке.
Активное участие в работе над проектом принимала Оксана Ботурчук. Спортсменка консультировала авторов Ярослава Войцешека и Максима Черныша во время написания сценария, а также работала с актёрами и съёмочной группой, чтобы максимально точно воспроизвести реальные тренировки профессиональных спортсменов, а также нюансы, связанные с моторикой и поведением человека, частично потеряла зрение.
Наталья Бабенко, которая играет роль Оксаны Ботурчук, во время съемок фильма консультировалась с тренерами по бегу и занималась в спортзале, чтобы наработать соответствующую физическую форму и лучше разбираться в беговом спорте.

## Релиз

### Кинофестивальный релиз
В 2020 году лос-анджелесская компания Trade Media выбрала спортивную драму Чеботаренко для демонстрации во Франции, странах франкоязычной Европы и Африки на виртуальном Каннском кинорынке.
Кинофестивальной международная премьера ленты состоялась 29 января 2021 года на американском кинофестивале Flathead Lake International Cinemafest.

### Кинопрокатный релиз
В широкий украинский кинопрокат лента должна была выйти 19 марта 2020 (дистрибьютор MMD UA), но 11 марта 2020 создатели фильма перенесли релиз на более позднюю дату из-за введения всеукраинского карантина в связи с пандемией коронавируса.
Кинопрокатная премьера на Украине состоялась 22 июля 2021. Также изменился прокатчик: вместо обанкротившейся из-за COVID-19 компании MMD UA (подразделение сети кинотеатров Multiplex) прокатчиком ленты на Украине стала Kinomania.

## Восприятие
По мнению автора портала ITC.ua Анастасии Сохач, лучшего мнения заслуживают игра Бабенко, оператор Юрий Король и та тщательность, с которой Чеботаренко подошёл к работе над проектом. В то же время рецензент подвергает критике слабость диалогов, слишком однобокий взгляд на главную героиню, а также искусственность любовной и родственной линий сюжета. Оксана Гончарук («Вести») отмечает яркий актёрский каст фильма. Журналист XSPORT Сергей Лукьяненко резюмировал: «Если уж об общем впечатлении, то, при всём уважении, фильм не впечатлил. Он хороший. Просто хороший. Не выдающийся, не особенный». Вікна-новини высоко оценили актёрское исполнение Станислава Боклана. Автор портала Homepopcorn.fr Джеймс Домб заметил, что фильм вряд ли совершил революцию в жанре спортивной драмы, но за происходящим на экране «очень приятно наблюдать, в частности, благодаря стараниям и обаянию актрисы Натальи Бабенко».